# Cree
Cree (Cri; fra. Cris, hrv. oblik: Kri).- Jedna od najsnažnijih i najznačajnih grupa Američkih Indijanaca iz Kanade raširenih po velikom području kroz južnu Kanadu s glavnim staništem oko Jamesova zaljeva.
Cree se dijele na tri velike grane, to su: Sakawithiniwuk ili Sakawininiwug ili Wood Cree, Woodland Cree (Šumski Kri), Maskegon ili Swampy Cree (Močvarni Kri) i Plains Cree ili  Paskwawininiwug (Prerijski Kri)

## Ime
Ime Cree nastalo je od Kristinaux, krnjeg francuskog oblika imena Kenistenoag koji su Kri nazivali sami sebe. Ovaj oblik u francuskom je skraćen na Kri. Posotije i nazivi Iyiniwok i  Nehiyawok, u znaćenju "those of the first race" kojima su Kri sebe nazivali (Swanton), ili u značenju ‘person with four parts,’ koji se temelji na svetoj brojci 4 i značaju koju pridodaju njihovom emocionalnom, duhovnom, fizičkom i mentalnom razvoju.  U ranim izvorima francuski putopisci ih nazivaju O'pimmitish Ininiwuc ili "men of the woods", riječ Ininiwuc varijanta je od  Iyiniwok ili  Nehiyawok i značenje O'pimmitish Ininiwuc je upitno. Njihovi indijanski susjedi nazivali su ih raznim imenima, njima najbliži Chippewa zvali su ih Nehiyaw, što nije ništa drugo nego njihov oblik kri-naziva Nehiyawok.  Southern Indians je ime od trgovaca kompanije  'Hudson Bay' . Na preriji su ih Indijanci Hidatsa nazivali su ih Shahe' ; Sioux Shi-e-á-la; Siksika Saie'kuun, i kod Assiniboina Sha-i-yé, ili Shi-é-ya koji znači "enemies". Svi ovi prerijski nazivi mogli bi biti oblici koji potiću iz istog korijena i s time istog značenja, a označavao je neprijatelje. Assiniboini su se su se uortačili s Kri Indijancima i postali su prijatelji, i ovaj naziv je ostao svjedokom da je stariji od cijepanja Wazikute Indijanaca od ostalih Yanktonai Siouxa i njihovog savezništva sa plemenom Cree. kri su bili ekspanzivni što dokazuje njihova rasprostranjenost kroz južnu Kanadu pa su ušli u sukob Athapaskan plemenima, ovi ih tada prozvaše Ana, Annah, Ennas ili Eta, ovisno od plemena do plemena, i ima isto značenje "foes," ili 'neprijatelji'.

## Jezik
Krijski jezik član je porodice Algonquian i ima više narječja.
Monsoni (Moose Cree) su govorili  L -narječjem u Ontariju i području Jamesova zaljeva.
Na preriji su Plains Cree su govorili  Y -narječjem i Woods Cree  Th -narječjem u šumama Kanade sve do Britanske Kolumbije i na Northwest Territories.
Neki u narječja Cree Indijanaca svrstavaju i jezik plemena Tête de Boule ili Roundheads (Okrugle Glave, Glave od Kugle), Indijance Bikova glava s Labradora, koji su u stvari podskupina Montagnaisa i govorili  R -narječjem. Ekspanziju Krija osobito je potaknula trgovina krznom.
Kri jezicima i narječjima danas govore Moose Cree (4.500), Plains Cree (34.000), Swampy Cree (4.500) i Woods Cree (35.000).

## Povijest
Kada su došli prvi bijelci među njih (sredinom 17. stoljeća), bili su to jezuitski misionari, Kri su živjeli u području Jamesova zaljeva. Oni su stanovnici šume i lovci na jelene i drugu divljač, koja se hvata zbog mesa, kože i krzana. Iz ovoga kraja oni će se širiti u kasnijem periodu kroz južnu Kanadu sve do Aberte, i do rijeke Churchill na sjeveru. Do 1667. Kri su u kontaktu samo s jezuitima, a te godine i s ljudima kompanije Hudson Bay, koja se bavila trgovinom s krznom. Indijanci su vješti lovci i poznaju šumu, pa dobivaju vatreno oružje, -puške. Krzno koje žele bijeli trgovci tjerat će ih u osvajanja novih lovišta, a s puškama oni postaju opasni svojim susjedima. Godine 1697. oni potiskuju athapaskansko moćno pleme Chipewyan prema istoku i sjeveru, što će dovesti do daljnjih pokreta drugih plemena. Kompanija 1717. utemeljuje postaju Churchill na istoimenoj rijeci, što utječe u zaljev Hudson Bay, za koju će Kri-lovci također nabavljati krzna. Premda postoje prijateljski odnosi i trgovačke veze, kontakt s bijelcima mnogima će donesti smrt. Još 1784. 90% Chipewyana pokosit će boginje, to je ista epidemija koja je pogodila i Slavey Indijance. Krije epidemija pogađa 1776/1777, i onda opet 1781/1782, u ovoj drugoj epidemiji od 4,000 Plains Creeja, preostalo je svega 1,000, a broj Swampy Creeja je prepolovljen. Epidemije se ne smiruju i pogađaju ih opet 1786. i nakon toga 1869. stradavaju Plains Cree. 
Dijelovi Krija još se 1700 ujedinjuju s jednom skupinom Yanktonai Indijanaca, to su Wazikute, koji traže saveznike protiv svoje braće Sijuksa, od kojih su se odvojili. Njih ćemo kasnije nazivati Kuhačima Kamena, Assiniboini, zato što su svoju hranu kuhali u kožnim vrećicama pomoću vrelog kamenja u vodi. S njima će se ovi Kri udružiti, pa će ih Assiniboini povući za sobom na preriju Kanade i Montane, i još danas žive na rezervatu Rocky Boy's u Montani.

## Etnografija
Kri su stanovnici šume, koji svoju domovinu u Quebecu nazivaju Iiyiyuuschii, ili Iiyiyuu Astchii {"the land of the Iiyiyuu (people)"} i velika je za ⅔ Francuske. U sjevernim dijalektima oni danas sebe nazivaju Iiyiyuu, dok u južnijim dijalektima postoji naziv Iinuu. U Quebecu ih ima 13,000 u 9 naselja. Pet naselja je duž obale, što oni zovu wiinipakw ("the sea"), viz.: Waskaganish, Eastmain, Wemindji, Chisasibi i Whapmagoostui. Četiri su locirana u unutrašnjosti (ili nuuchimiich), viz.: Nemaska, Waswanipi, Oujé-Bougoumou i Mistissini.
Osvajanjem prerije Kri usvajaju i način života prerije kakvu nalazimo kod njihovih prijatelja Assiniboina. Glavni simbol ove kulture je nomadski lov na bizone. Kri što su se ekspanzijom iz šuma širili u područje kanadskog Barelandsa, zapadno od Hudsonova zaljeva, žive u šatorima sličnih eskimskima, s tom razlikom, što indijanski šator-Krija ima otvor za dim, eskimski ga nema, pa je stoga kri-šator manje efikasan u zaštiti od hladnoće. Šator Krija nalazimo i kod njihovih rođaka Montagnaisa.
Lijep opis pravog Kri-života, koji su vodili u 18. stoljeću ostavio nam je Alexander Mackenzie. Mackenzie ih naziva Knisteneaux, i kaže da su lijepo građeni, bakrene puti i crne kose, tipične za američkog domoroca, te crnih i pronicavih očiju.

## Bande
- Bande 1590. – 1620.:

Eastern Cree James Bay Cree,
Michinipi Cree,
Mistassini Cree,
Northern Cree,
Swampy Cree,
Woods Cree,
- Bande 1630. – 1660.

Asini Wachi Wininiwak,
Albany Post,
Alimibequek,
Canoe Cree,
Strongwood,
Bouscoutton,
Eastern Cree,
Eastmain,
James Bay Cree,
Kilistinonos,
Kinistino,
Matawa Kirinowak,
Mistassini Cree,
Monson,
Moose Cree,
Moose Factory,
Nisibourounik,
Northern Cree,
Poisson Blancs,
Rupert House,
Sioux Lookout Bands,
Swampy Cree,
Upstream Cree,
Wapoos Wininiwak,
Waskaganish,
Waswanipi,
- Bande 1670-1700:

Asini Wachi Wininiwak,
Atspu's,
Ayapaskwa Wininiwak,
Beaver River,
Bouscoutton,
Canoe,
Eastern Cree,
Eastmain,
James Bay Cree,
Matawa Kirinowak,
Michinipi Cree,
Mistassini Cree,
Monsoni,
Moose Cree,
Moose Factory,
Nelson House,
Northern Cree,
Ouje-Bougoumou Cree,
Peace River Cree,
Rupert House,
Sioux Lookout Bands,
Sisitawi's,
Southern Cree,
Swampy Cree,
Swan River Bands,
Upstream Cree,
Waswanipi,
Winipik Wininiwak,
Winnipeg River,
York Factory,
- Bande 1710. – 1740.:

Asini Wachi Wininiwak,
Asinee,
Ayapaskwa Wininiwak,
Canoe Cree,
Cedar Lake Bands,
Cree of the Lakes,
Cree of the Rivers,
Eastern Cree,
Gens d'Orignal,
Grandes Pagnes Indians,
James Bay Cree,
Katepwe Sipi WinIniwak,
Lower Plains Cree,
Michinipi Cree,
Missouri River Bands,
Mistassini Cree,
Moose Cree,
Moose Factory,
Nelson House,
Nipawin Bands,
Nipigon Indians,
Northern Cree,
Opaskwayak,
Oskquisaquamai,
Paskwa Wininiwak,
Peace River Cree,
Portage La Prairie,
Red River Indians,
Reindeer Lake,
Rupert House,
Sioux Lookout Bands,
Southern Cree,
Strongwood,
Swampy Cree,
Swan River Bands,
Tekamamcouene Indians,
Upstream Cree,
Wapoos Wininiwak,
Waskahikan Wininiwak,
Waswanipi,
Western Cree,
Winnipeg River,
Woods Cree,
York Factory,
- Bande 1750. – 1780.:

Asini Wachi Wininiwak,
Asinee,
Ayapaswka Wininiwak,
Beaver River Cree,
Big Stone's,
Black Indian's,
Canoe Cree,
Cedar Lake Bands,
Cumberland House,
D'Or's,
Eagle Hills Cree,
Eastern Cree,
Fort Chipewyan Bands,
Fort McMurray,
Isle a la Crosse,
James Bay Cree,
Kastitchewanuk,
Katepwe Sipi Wininiwak,
La Grosse Tette's,
Lac La Biche Cree,
Lac La Loche,
Lesser Slave Lake,
Lower Plains Cree,
Missouri River Band,
Mistassini,
Moose Cree,
Moose Factory,
Naka Wininiwak,
Nelson House,
Nipawin Bands,
Northern Cree,
Opaskwayak,
Paskwa Wininiwak,
Peace River Cree,
Portage La Prairie,
Red River Indians,
Rupert House,
Sioux Lookout Bands,
Southern Cree,
Strongwood,
Swam River Bands,
Swampy Cree,
Sweet Mouth Indians,
Upstream Cree,
Wapenesew's,
Waskahikan Wininiwak,
Waswanipi,
Western Cree,
Wewanitowuk,
Winnipeg River,
Woods Cree,
- Bande 1790. – 1820.:

Albany Band,
Amisk Wachi Bands,
Asini Wachi Wininiwak,
Asinee,
Ayapaskwa Wininiwak,
Bad Meat's,
Beaver Lake (Sask),
Beaver River Cree,
Big Stone's,
Birch Lake,
Black Indian's,
Black Man's,
Bleneau Ahsis',
Brandon House,
Calahoo's,
Calling Lake ,
Captain Corn's,
Cedar Lake Bands,
Chemawawin,
Chien Fou's,
Churchill Factory,
Cumberland House,
Eagle Hills Cree,
Eastern Cree,
Fishing Lake,
Flat Ham's,
Fort Alexandria,
Fort Assiniboin,
Fort Chipewyan Bands,
Fort Edmonton Bands,
Fort Edmonton Woods Cree,
Fort McMurray,
Fort Pitt Bands,
Fort Pitt Woods Cree,
Fort Severn,
Fort Vermilion Bands,
Foutreau's,
Frog Lake Bands,
Gang's,
Gauche's,
Grand Soteau,
Green Lake,
Grimaceau's,
Grouard,
Horse Hill,
Hulse House,
Ichopomishish's,
Isle A La Crosse,
James Bay Cree,
James Smith's,
Jepormsish's,
Kahmeeschetookehewup's,
Katepwe Sipi Wininiwak,
Kichi Weskewate's,
L'Hirondelle's,
La Robe Noire's,
Lac La Biche Cree,
Lac La Loche,
Lac St. Anne,
La Robe Noire's,
Lesser Slave Lake,
Little Captain's,
Little Red River,
Lower Plains Cree,
Manchester House Bands,
Maskipitonew's,
Mataitai Keok's,
Michinipi Cree,
Mission,
Missouri River Bands,
Mountain Cree,
Neestooyan Post,
Nehiapwat,
Nelson House,
Nelson River Bands,
Nipawin Bands,
Niyas',
Northern Cree,
Norway House,
Onion Lake Bands,
Opaskwayak,
Ouje-Bougoumou Cree,
Oxford House,
Paskokopa Wininiwak,
Paskwa Wininiwak,
Peace River Cree,
Peace River Crossing B.,
Peechee's,
Portage La Prairie,
Red Pheasant's,
Red River Indians,
Redberry,
Reindeer Lake,
Rocky Mountain House,
Rupert House,
Saskatchewan,
Shoal Lake,
Sioux Lookout Bands,
Sipi Wininiwak,
South Branch House,
Southern Cree,
Snake Cree,
Snake Plain,
Strongwood,
Sturgeon Landing,
Swampy Cree,
Swan River Bands,
Terre Blanche,
Thunder's,
Thunderbird Mountain,
Transmontane Bands,
Upstream Cree,
Vermilion River Bands,
Victoria Bands,
Wapoos Wininiwak,
Waskahikan Wininiwak,
Waswanipi,
Wegg's House,
Western Cree,
Woods Cree,
York Factory,
- Bande 1830. – 1860.:

Amisk Wachi Wininiwak,
Apiste Kehew,
Asini Wachi Wininiwak,
Asinee,
Ahtahkakoop,
Ayapaskwa Wininiwak,
Bald Hill,
Beardy's,
Beaver Lake (Alta),
Big Stone's,
Calahoo's,
Calling Lake,
Canoe,
Cedar Lake Bands,
Chakastapaysin's,
Chemawawin,
Chocab's,
Churchill Factory,
Coteau des Prairies,
Cumberland House,
Crow Shoes,
Driftpile,
Dumont's,
Eagle Hills Cree,
Eastern Cree,
Ermineskin's,
Fort Assinibon,
Fort Carlton Woods Cree,
Fort Chipewyan Bands,
Fort Colville Bands,
Fort Edmonton Bands,
Fort Edmonton Woods Cree,
Fort McMurray,
Fort Pitt Bands,
Fort Pitt Woods Cree,
Fort Union Bands,
Frog Lake Bands,
Gauche's,
General's,
Gens de Fille,
Goodfish Lake,
Green Lake,
Grouard,
Isle A La Crosse,
James Bay Cree,
Kahapayak Washoomain's,
Kahmeeschetookehewup's,
Kakake's,
Kakewistahaw's,
Kakici Wininiwak,
Katepw Sipi Wininiwak,
Keeseekoose's Soto,
Ketchemoot's,
Kiaskoosis,
Kiskiyaw's,
Kiya Kikasakoowe's,
Kontewonda's,
Koominakoos,
Kopahawakenum's,
L'Enfant du Fer's,
La Chef Qui Parle's,
La Jambe's,
La Roche's,
Lac La Biche,
Lac St. Anne Cree,
Lafleur's,
Lapatak's,
Le Capote Bleu,
Le Petit Soldat's,
Le Sonnat's,
Lesser Slave Lake,
Little Dogs,
Little Pine's,
Little Red River,
Long Lake,
Louis Bull's,
Lower Plains Cree,
Mahikansis,
Makai Ahsis,
Maskipitonew's,
Maskwa Chak's,
Maskwa Kakenoot,
Maskwa Kawapaweet's,
Mahikansis,
Mataitai Keok's
Michinipi Cree,
Ministikwan Lake,
Mission/Pigeon Lake,
Mission/Samson/Maskepet,
Missouri River Bands,
Mistahe Maskwa's,
Mistassini,
Mistikoos,
Mooswa Atik's,
Moose Dung's,
Moose Cree,
Moose Factory,
Moose Lake,
Muskegan,
Muskeg Lake,
Mustus Sakahikan Bands,
Naka Wininiwak,
Neesnetasis,
NehiyaPwat,
Nelson House,
Niyas,
Northern Cree,
Norway House,
O'Kanes,
Ochapowace's,
Okemaw Asis,
Onchaminahoos,
Oonahatmenahoo's,
Opaskwayak,
Ouje-Bougoumou Cree,
Oxford House,
Paskokopa Wininiwak,
Paskwa Wininiwak,
Papasche's,
Peace River Cree,
Peace River Crossing B.,
Peechee's,
Pehotis,
Peisiekan,
Pepachekwone's,
Pigeon Lake/Samson/Mask,
Pine Creek Chippewa,
Piwapiskaw Asis,
Piyesie Chak's,
Pichikop Wachis,
Piskakawakis,
Poundmaker's,
Prince Albert Bands,
Red Pheasant's,
Rocky Mountain House,
Rosade Au Con Tout Pique,
Rupert House,
St. Francis Regis,
St. Ignatius,
Saddle Lake Bands,
Samson's,
Saskatchewan,
Sayagamat ,
Shadow's,
Shemaukan's,
Sioux Lookout Bands,
Sipi Wininiwak,
Sisikwanis,
Snake Plain,
Sleestak,
Soberman's,
Southern Cree,
Starblanket's,
Strikes Him's,
Strongwood,
Sturgeon Lake Band,
Swampy Cree,
Swan River Bands,
Sweetgrass',
Tallcree's,
Terre Blanche,
The General's,
Touchwood Hills Bands,
Transmontane Bands,
Upstream Cree,
Utikuma Lake,
Vermilion River Band,
Victoria Cree,
Wape Maskwa's,
Wapoos Wininiwak,
Waskahikan Wininiwak,
Waswanipi,
Wawichakawte's,
Western Cree,
Whitefish Lake,
Wikiwam Kamosenakaitan,
Wood Mountain Bands,
Woods Cree,
York Factory,
Young Gauche's,
- Bande 1870. – 1900.:

Albany,
Alexander's,
Asini Wachi Wininiwak,
Ahtahkakoop,
Assissipi Mission,
Attawapiskat,
Ayapaskwa Wininiwak,
Badger's,
Bald Hill,
Beauval,
Beardy's,
Bearskin's,
Beaver Lake,
Beaver Ranche,
Berens River Chippewa,
Big River,
Big Stone's,
North Wabasca Lake,
South Wabasca Lake,
Wabasca,
Wabasca River,
Wasabee, 
Birch River,
Bloodvein,
Blue Quill,
Broadview,
Buffalo Point Chippewa,
Cache Lake,
Cadotte Lake,
Calahoos,
Calais,
Calling Lake,
Canoe Lake,
Captain's,
Carcajou,
Carrot River,
Cedar Lake Bands,
Chemawawin,
Grand Rapids,
Chakachase's,
Chakastapaysin's,
Cheechak's,
Chemawawin,
Chipie River,
Chitek Lake,
Christina Lake,
Clear Lake Chippewa,
Constance Lake,
Coteau des Prairies,
Cowesses,
Cree,
Cross Lake,
Cumberland House,
Red Earth,
Carrot River,
Dawson Bay,
Desmarais,
Duncans,
Eagle Hills Cree,
Eastern Cree,
Ermineskins,
File Hills Cree,
Fisher River Chippewa,
Fort Carlton Woods Cree,
Fort Chipewyan Cree,
Fort Chipewyan Lake Band,
Fort Edmonton Bands,
Fort McMurray,
Fort Pitt Bands,
Fort Pitt Woods Cree,
Fort Vermilion Bands,
Four Portage,
Fox Lake,
Fox Point,
Freeman,
Frog Lake Bands,
Front Man's,
Goodfish Lake,
Goose Lake,
Grand Rapids,
Green Lake,
Grouard,
Freeman,
Halcro Lake,
Pakashans,
Imasees,
Indian Pear Island,
Isidore's,
Island Lake,
Isle A La Crosse,
Jackhead Chippewa,
James Bay Cree,
James Robert's,
James Smith's,
John Smith's,
Joseph Bighead's,
Kahapayak Waashoomain's,
Kahmeeschetookehewup's,
Kanahachapew's,
Kahseematapoo's,
Kakake's,
Kakenawup's,
Kakici Wininiwak,
Kanahachapew's,
Kapitiko's,
Katepwe Sipi Wininiwak,
Keeseekoowenin's Chippe,
Kehew Atiyapimwat's,
Kichi Kahemewin's,
Kinistino's Soto,
Kisikaw Wachak's,
Kisketew Maskoo Maskwa,
Kiskiyaw's,
Kitsakie River,
Kopahawakemum's,
Lac Cardinal,
Lac La Biche,
Lac La Loche,
Lac La Ronge,
Four Portage,
Fox Point,
Kitsakie River,
Little Hills,
Old Fort,
Potato River,
Stanley,
Sucker River,
Lac St. Anne,
Lapatak's,
Lesser Slave Lake,
Little Black River,
Little Dogs,
Little Grand Rapids,
Little Hills,
Little Mountain's,
Little Pine's,
Little Poplar's,
Little Red River,
Lone Man's,
Long Lake,
Long Lodge's,
Loon Creek,
Loon Lake,
Louis Bull's,
Lower Plains Cree,
Lubicon Lake,
Makayoo's,
Makwa Sahgaiehcan,
Manigotagas River,
Maskwa Kwatik's,
Maskwa Wachies,
Meadow Lake Bands,
Meminowatow's,
Michinipi Cree,
Ministikwan Lake,
Missouri River Bands,
Mistahe Maskwa's,
Mistassini,
Mistikoos,
Montana,
Montreal Lake,
Moose Cree,
Moose Factory,
Moose Lake,
Moosomin's,
Muskeg Lake,
Mustus Sakahikan Bands,
Neesnetasis,
Nehiyapwat,
Nelson House,
Nepahase's,
New Post,
Nikaneet,
North Battleford,
North Wabasca Lake,
Northern Cree,
Norway House,
Okanes,
Ochapowase's,
Old Fort,
Onipawhew's,
Onion Lake Bands,
Oonahatmenahoo's,
Opaskwayak,
Cross Lake,
Indian Pear Island,
Ouje-Bougoumou Cree,
Oxford House,
Pakashan's,
Papaway's,
Paskeakewenin's,
Paskokopa Wininiwak,
Paskwa Wininiwak,
Papaschase's,
Peace River Cree,
Peace River Crossing B.,
Peerless Lake,
Pelican Lake,
Pemoteyasew's,
Pepamaskamikniam's,
Peter Ballantyne's,
Pigeon Lake,
Piyesew Wakawachakoot's,
Poplar River Chippewa,
Potato River,
Poundmaker's,
Prince Albert Bands,
Red Earth,
Carrot River,
Red Pheasant's,
Rocky Boy's,
Rolling Mud's,
Rupert House,
Saddle Lake Bands,
St. Albert Bands,
Sakimay's,
Samson's,
Saskatchewan,
Saskatchewan's,
Sayagamat's,
Seewaskwan's,
Shadow on the Water's
Shemaukan's,
Shesheep's,
Shoal Lake,
Sikaskootch's,
Sioux Lookout Bands,
Sipi Wininiwak,
Sisikwanis,
Snake Plain,
South Wabasca Lake,
Southern Cree,
Stanley,
Star Blanket's,
Strikes Him's,
Sturgeon Lake,
Calais,
Goose Lake,
Sturgeon Lake Band,
Sucker Creek,
Sucker River,
Sunchild's,
Swan River,
Swan River Bands,
Sweetgrass,
Sweetgrass,
Tallcree,
The Pas,
Thunder Chief's,
Thunderchild's,
Toma's,
Touchwood Hills Bands,
Trout Lake,
Twin Wolverine's,
Upstream Cree,
Utikuma Lake,
Vermilion River Bands,
Victoria Bands,
Wabasca,
Wabasca River,
Wahpe Hayo's,
Wahsatanow,
Walker With Turned Out,
Star Blanket's,
Wape Maskwa's,
Waskahikan Wininiwak,
Waswanipi,
Waterhen Lake,
Weenusk,
Wendigo's,
Western Cree,
Whitefish Lake,
William McKenzie,
Woods Cree,
York Factory.
Suvremene bande: Ime bande i plemensko sjedište
Alberta
- Alexander Indian Band, Morinville
- Beaver Lake First Nation Band, La la Biche
- Bigstone Cree Nation, Gleichen
- Cold Lake First Nation, Cold Lake
- Driftpile Cree Nation, Driftpile
- Duncan's Indian Band, Brownvale
- Enoch Cree Nation, Winterburn
- Ermineskin Cree Nation, Hobbem
- Fort McMurray First Nation Band, Fort McMurray
- Frog Lake, Frog Lake
- Grouard Indian Band, Grouard
- Kehewin Cree Nation, Bonnyville
- Little Red River Cree Nation, High Level
- Long Lake Cree Nation, Kehewin Reserve
- Louis Bull Indian Band, Hobbem
- Lubicon Lake Cree Indian Band, Peace River
- Paul Indian Band, Duffield
- Saddle Lake Indian Band
- Samson Indian Band, Hobben
- Sawridge Indian Band, Slave Lake
- Sturgeon Lake Indian Band, Valleywiew
- Sucker Lake Indian Band, Enlida
- Sunchild Cree First Nation, Rocky Mountain House
- Swan River Indian Band, Kinuso
- Tallcree Indian Band, Fort Vermillion
- Whitefish Lake Indian Band, Atikameg

Manitoba
- Chemewawin Indian Band, Easterville
- Cross Lake Indian Band, Cross Lake
- Fisher River Cree Nation, Koostatak
- Fox Lake Indian Band, Gilliam
- Garden Hill Indian Band, Island Lake
- God's Lake Indian Band, God's Lake
- God's River Indian Band, God's River
- Grand Rapids Indian Band, Grand Rapids
- Indian Birch Band, Birch River
- Mathias Colomb Indian Band, Pukatawagan
- Moose Lake Indian Band, Moose Lake
- Nelson House Indian Band, Nelson House
- Norway House Indian Band, Norway House
- Opaskwayak Indian Band, The Pas
- Oxford House Indian Band, Oxford House
- Peguis Indian Band, Hodgson
- Poplar River First Nation Band, Negginan
- Red Sucker Lake First Nation, Red Sucker Lake
- St. Theresa Point First Nation, St. Thesesa Point
- Shamatawwa First Nation Band, Shamatawwa
- Split Lake Cree First nation Band, Split Lake
- War Lake Indian Band, War Lake
- Wasagamak Indian Band, Wasagamak
- York Factory Indian Band, via Ilford

Montana
- Rocky Boy's Reservation, Box Elder

Ontario
- Attawapiskat First Nation, Attawapiskat
- Bearskin Lake First Nation, Bearskin Lake
- Big Trout Lake First Nation, Big Trout Lake
- Brunswick House First Nation, Chapleau
- Chapleu Cree First Nation, Sault Ste. Marie
- Constance Lake First Nation, Calstock
- Deer Lake First Nation, Deer Lake
- Fort Severn First Nation, Fort Severn
- Kasabonika Lake First Nation, Kasabonika Lake
- Kingfisher Lake First Nation, Kingfisher Lake
- Matachewan First Nation, Matachewan
- Moose Factory First nation, Moose Factory
- Muskrat Dam First Nation
- New Post First Nation, Cochrane
- North Caribou Lake First Nation, Patricia
- Sachigo Lake First Nation, Sachigo Lake
- Sandy Lake First Nation, Sandy Lake
- Wapekeka First Nation, Wapekeka Reserve
- Weenusk First Nation, Winisk
- Wunnumin First Nation, Wunnumin

Quebec
- Abitibiwinni Band, Pikogen Indian Reserve, Amos
- Chisasibi Band, Fort George
- Eastmain Band, Eastmain
- Mistissini Band, Mistassini Lake
- Nemaska Band, Nemaska
- Whapmagoostui Band, Wapmagoostui
- Waskaganish Band, James Bay
- Wemindji Band, Paint Hills

Saskatchewan
- Beardy & Okemasis Indian Band, Duck Lake
- Big River Indian Band, Debden
- Canoe Lake Band, Canoe Lake
- Cowessess Band, Broadview
- Cumberland House Indian Band, Cumberland House
- Day Star Band, Wynyard
- Flying Dust Indian Band, Kylemore
- Gordon Indian Band, Punnichy
- Island Lake Indian Band, Loon Lake
- James Smith Indian Band, Kinistino
- John Smith Indian Band, Birch Hills
- Joseph Bighead Indian Band, Pierceland
- Kahkewistahaw Indian Band, Broadview
- Kawacatoose Indian Band, Quinton
- Lake La Ronge Indian Band, La Ronge
- Little Black Bear Indian Band, Goodeve
- Little Pine Indian Band, Paynton
- Lucky Man Indian Band, North Battleford
- Makwa Sahgaeihcan Indian Band, Loon Lake
- Mistawasis Indian Band,  Leask
- Montreal Lake Indian Band, Montreal Lake
- Moosomin Indian Band, Cochin
- Muskeg Lake Indian Band, Leask
- Nekaneet Indian Band, Maple Lake
- Ochapowace Indian Band, Broadview
- Okanese Indian Band, Balcarres
- One Arrow Indian Band, Batoche
- Onion Lake Indian Band, Onion Lake
- Pasqua Indian band, Fort Qu'Appelle
- Peepeekisis Indian Band, Balcarres
- Pelican Lake Indian Band,  Leoville
- Piapot Indian Band, Craven
- Poundmaker Indian Band, Paynton
- Red Earth Indian Band, Red Earth
- Red Pheasant Indian Band, Cando
- Sandy Lake First Nation, Shell Lake
- Shoal Lake First Nation, Pakaw Lake
- Star Blanket Indian Band, Balcarres
- Sturgeon Lake Indian Band, Spruce Home
- Sweetgrass Indian Band,  Gallivan
- Thunderchild Indian Band, Turtleford
- Waterhen Lake Indian Band, Waterhen Lake
- Whitebear Indian Band, Carlyle
- Witchikan Lake Indian Band, Spiritwood

Sjeverozapadni teritorij
- Muskwoikauepawit

## Poznati Creeji
- Gordon Tootoosis, glumac
- Jonathan Cheechoo, hokejaš u NHL-u
- Buffy Sainte-Marie, pjevačica.[1]

## Vanjske poveznice
- Cree
- Domoradački jezici Amerikâ: Cree
- Povijest Creeja